# Samsung DeX

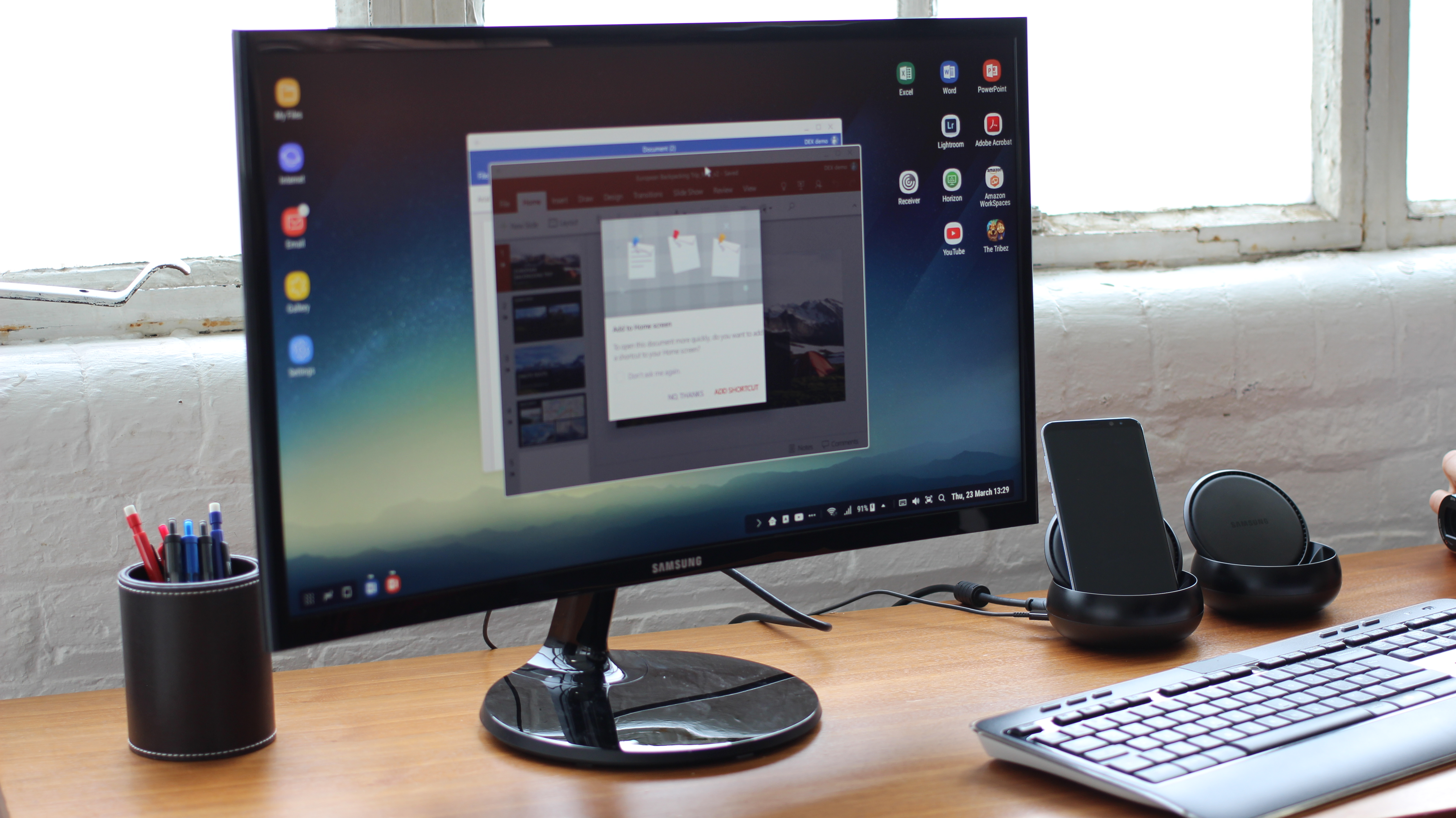
Das Samsung Galaxy S8 angeschlossen an eine DeX-Dockingstation. Der Monitor zeigt PowerPoint- und Word-Android-Anwendungen an.

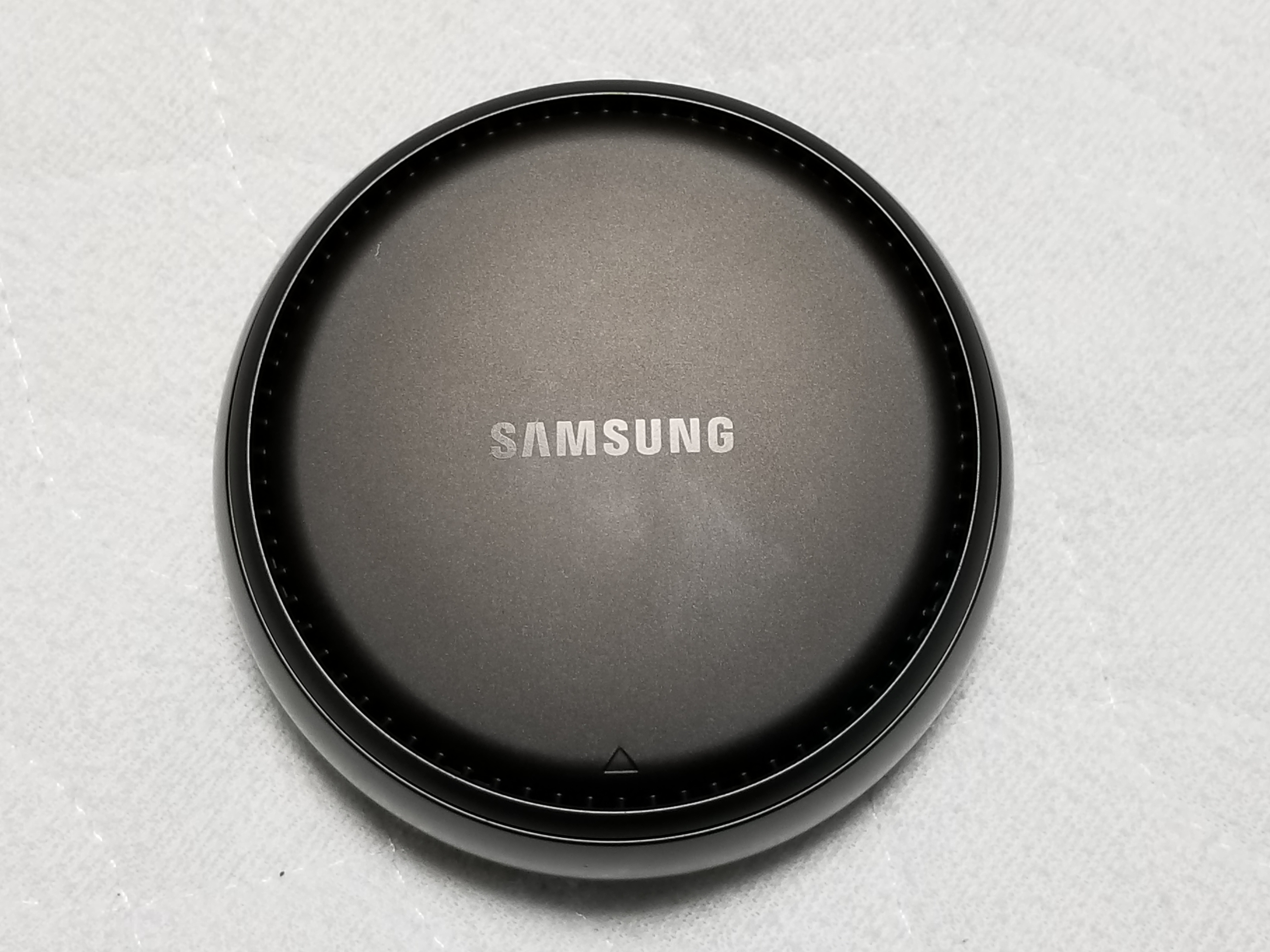
DeX Station

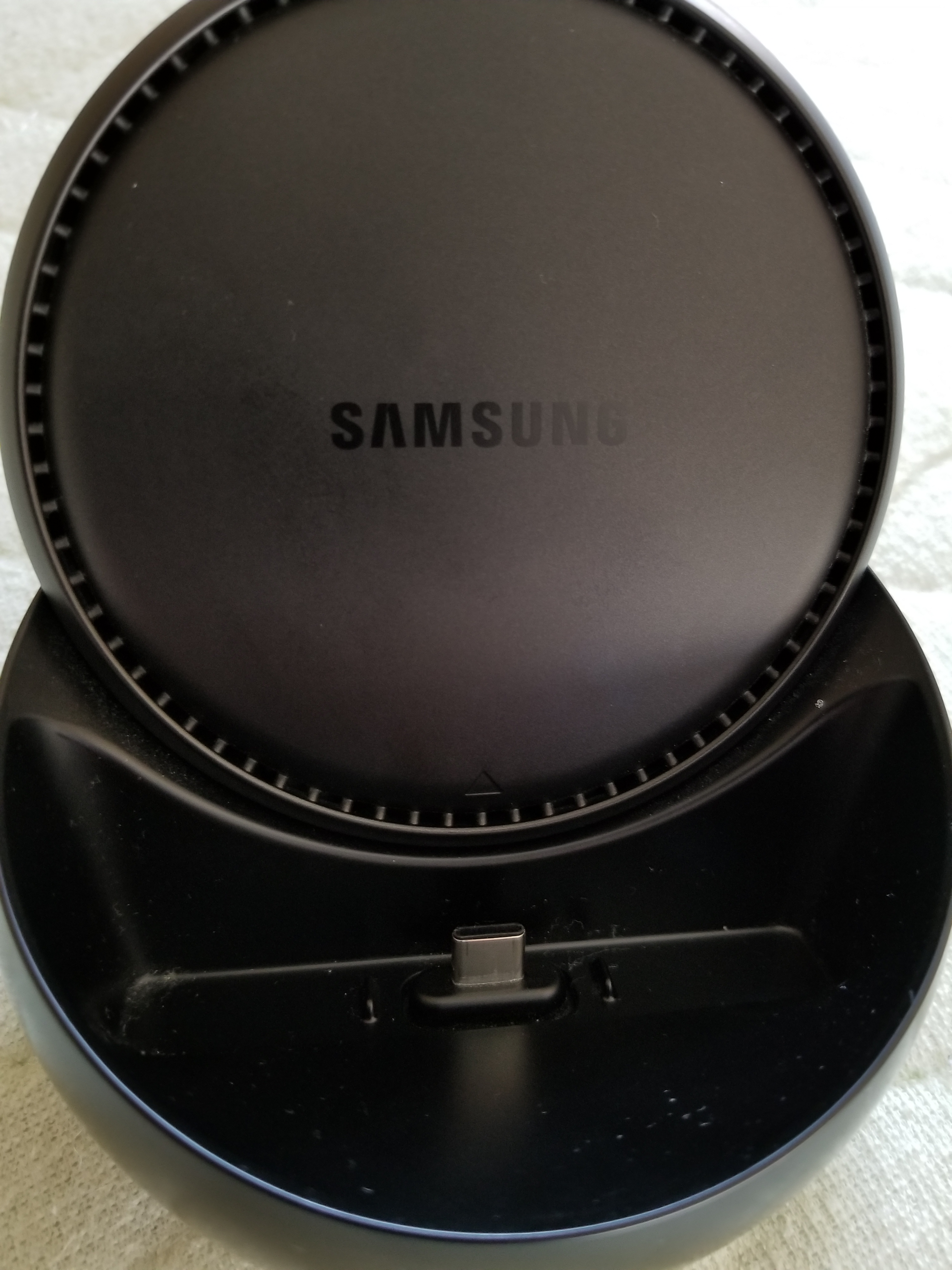
Geöffnete DeX Station

Samsung DeX ist eine Funktion von einigen High-End-Samsung-Handheld-Geräten, die es Benutzern ermöglicht, das Gerät durch Anschließen einer Tastatur, einer Maus und eines Monitors wie ein Desktop-Computer zu benutzen. Der Name "DeX" ist eine Abkürzung von "Desktop eXperience".

## Unterstützte Geräte
Samsung DeX ist in den High-End-Smartphone-Serien Galaxy S und Galaxy Note ab dem Galaxy S8 bzw. dem  Galaxy Note 8 enthalten. Das Galaxy A90 5G ist das erste Gerät der Galaxy-A-Serie mit DeX-Unterstützung. DeX wurde auch auf mehreren Tablets eingeführt, darunter das Galaxy Tab S4, S5e, Tab S6, Tab S6 Lite, Tab S7, Tab S7+ und Tab Active Pro.

## Geschichte
Die ursprüngliche Version von DeX erforderte die Verwendung eines Docking-Zubehörs namens DeX Station. Diese bot einen USB-C-Anschluss, einen Ethernet-Anschluss, einen HDMI 2.0-Ausgang und zwei USB 2.0-Anschlüsse. Mit der Einführung des Note 9 im August 2018 stellte Samsung den DeX HDMI-Adapter, das Kabel und den Multiport-Adapter vor, sodass kein vorheriges Docking-Zubehör mehr erforderlich war. Während das Gerät an ein Display angeschlossen ist, kann es selbst als Touchpad fungieren oder während des Betriebs von DeX wie gewohnt weiter verwendet werden. Mit dem Note 10 und dem Galaxy Fold kann DeX jetzt über eine direkte Kabelverbindung zu einem physischen Computer mit dem vorhandenen Ladekabel gestartet werden, sodass kein Docking-Zubehör erforderlich ist.
Auf den DeX Desktop kann mit einer herunterladbaren App für Windows und macOS oder über Zubehör von Drittanbietern zugegriffen werden. Benutzer können über ein USB-Kabel eine Verbindung zu ihren Mobilgeräten herstellen.
Samsung DeX-Geräte können von Samsung Knox (3.3 und höher) verwaltet werden, um den Zugriff über die Knox-Plattform für zusätzliche Kontrolle und Sicherheit zu ermöglichen oder einzuschränken.